# Бун Ум

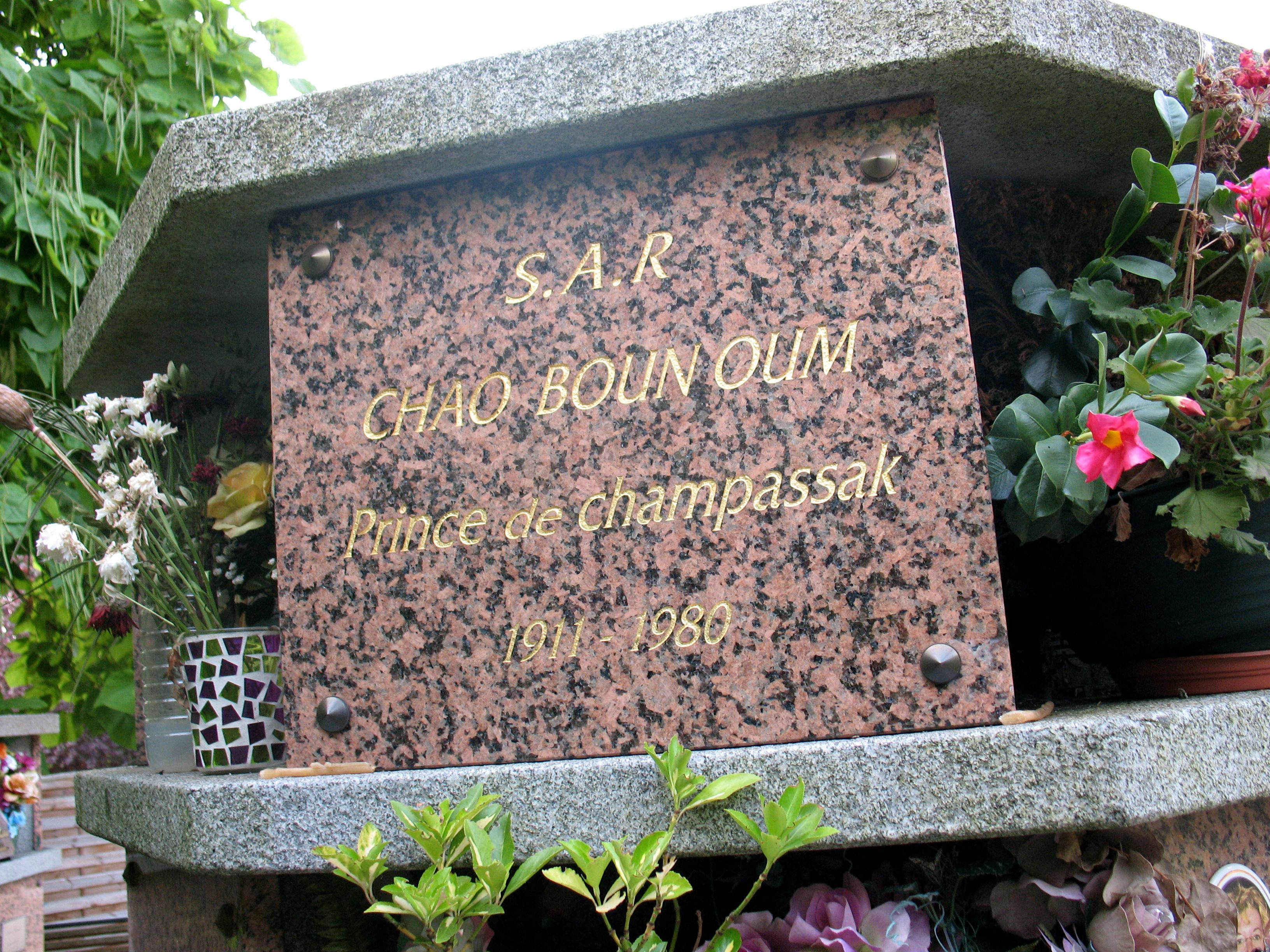
Мемориальная доска с кладбища Мёдона, Франция

Принц Боун Ум (лаос. ບຸນອຸ້ມ ນະ ຈຳປາສັກ; тайск. บุญอุ้ม ณ จัมปาศักดิ์;; 2 декабря 1912, Тямпасак, Лаос — 17 марта 1980, Булонь-Бийанкур, Франция) — наследный принц Тямпасака, а также премьер-министр Королевства Лаос с марта 1949 по февраль 1950 года и во второй раз, с декабря 1960 по июнь 1962 года.

## Ранняя жизнь
Родился 2 декабря 1912 года в Тямпасаке, столице королевства Тямпасак. Старший сын принца Ратсаданая, последнего короля Тямпасака (1900—1904), от его четвертой жены, принцессы Судхи Сарамуни. Он получил образование в монастыре Ват Лиеп Sch. и l’Ecole de Droit, Вьентьян. Он познакомился с Мом Буафан Сумпхольпхакди из Кенгкока и женился на неё в 1943 году. У пары было шесть сыновей и три дочери.
После смерти своего отца он стал главой княжеского дома Чампасак в июне 1946 года. В то же время он отказался от своих прав, чтобы 27 августа 1946 года создать единое королевство государство, Королевство Лаос. Он был назначен президент Королевского совета в 1947 году. В 1949 году он был назначен генеральным инспектором Королевства Лаос.

## Премьер-министр Лаоса
Поддерживая французскую колониальную администрацию, командовал отрядом численностью 15 000 человек, сражавшимся с японскими войсками и отрядами Лао Иссара на юге страны. Номинальный лидер фракции роялистов (и один из трех принцев Королевства Лаос), он занимал пост премьер-министра Королевства Лаос с марта 1949 по февраль 1950 года и снова с декабря 1960 по июнь 1962 года, когда Национальное собрание утвердило его единогласно.
Он ушел из политики, чтобы преследовать деловые интересы со своей базы в Паксе и Тямпасаке, но продолжал оставаться крупным влиятельным лицом до своего изгнания в 1975 году, когда к власти пришел коммунисты Патет Лао. В 1975 году он уехал на лечение во Францию и больше не вернулся в Лаос. Он умер в Булонь-Бийанкур, Франция, в 1980 году, и его прах похоронен на Кладбище Триво в Мёдоне, Франция, рядом с его женой принцессой Буафанх-на-Тямпасак (1920—2013).

## Награды

### Национальные награды
- Кавалер Большого креста ордена Миллиона Слонов и Белого Зонтика
- Кавалер Большого креста ордена Короны Лаоса
- Кавалер ордена «За гражданские заслуги» Лаоса

### Зарубежные награды
- Кавалер Большого Кордона Ордена Белого Слона, Таиланд
- Гранд-офицер Королевского ордена Камбоджи
- Командор ордена Почетного легиона
- Крест Бойца (Франция) (1940)
- Военный крест Франции (с пальмой и звездой) (1941)
- Медаль Благодарности Франции I степени (1946)
- Военный крест 1939—1945 (Франция) (1946)
- Памятная медаль Индокитайской кампании (1954)
- Медаль Сопротивления 2-й степени (1945).